# むつ市立第二田名部小学校
むつ市立第二田名部小学校（むつしりつ だいにたなぶしょうがっこう）は、青森県むつ市小川町1丁目にある公立小学校。むつ市立田名部中学校と施設分離型(4・3・2制)小中一貫教育を行っている。

## 沿革
- 1947年（昭和22年）4月1日 - 田名部小学校から分離し、旧海兵団兵舎を校舎にして、田名部町立第二田名部小学校開校。同日、大曲分校設置。
- 1949年（昭和24年）
  - 4月1日 - 田名部高校が田名部女子高と併合、田名部女子高校舎に移転。
  - 6月 - 田名部高校校舎に一部児童が移転、海兵団校舎は分校になる。
  - 11月3日 - 大曲分校が昇格・独立し、第三田名部小学校となる。
- 1950年（昭和25年）3月 - 田名部高校校舎新築移転のため、田名部高校校舎（旧:田名部女子高校校舎）に移転。
- 1959年（昭和34年）9月1日 - 田名部町と大湊町が合併した大湊田名部市発足により、大湊田名部市立田名部第二小学校と改称。
- 1960年（昭和35年）8月1日 - 市名変更により、むつ市立第二田名部小学校と改称。
- 1967年（昭和42年）2月 - 校旗樹立。
- 1973年（昭和48年） - この年から1980年（昭和55年）にかけて、校舎建設[2]。
- 1980年（昭和55年） - 新体育館完成[2]。

## 通学区域
- 小川町（1丁目・2丁目）、岩菜、長坂、金谷2丁目、松山町、緑ヶ丘、十二林、美里町、中央1丁目、海老川町、緑町、下北町[3]

## 周辺
- 金谷公園
- むつ総合病院
- 社会福祉法人みちのく福祉会小川町第二白百合保育園
- 下北文化会館
- 国道338号大湊バイパス
- 国道279号線

## アクセス
- JRバス東北
  - 「第二田名部小学校前」停留所下車後、徒歩約220m・約3分。
  - 「共済会館前」(旧:むつ病院前) 停留所下車後、徒歩約700m・約11分。
- 下北交通 「むつ総合病院前」停留所下車後、徒歩約450m・約7分。
- 川内交通（むつ車体） ムーヴィ 「金谷公園前」停留所下車後、徒歩約210m・約3分（市内循環路線）。

## 参考資料
- 『青森県教育史 別巻』（青森県教育委員会・1973年12月20日発行）747頁「学校沿革 小学校 第二小学校」